# تپه گورستان (احمدآباد)
تپه قبرستان (احمدآباد) مربوط به دوران‌های تاریخی پس از اسلام است و در شهرستان بوئین‌زهرا، روستای احمدآباد واقع شده و این اثر در تاریخ ۲۵ اسفند ۱۳۷۹ با شمارهٔ ثبت ۳۲۲۵ به‌عنوان یکی از آثار ملی ایران به ثبت رسیده است.